# Henry Morgan
Henry Morgan (velšsky Harri Morgan, * asi 1635 – 25. srpna 1688) byl privatýr (pirát, který plenil nepřátelská města díky pověření své země, v tomto případě španělská města v Jižní a Střední Americe) velšského původu, který si získal jméno nejprve jako jeden z nejvýznamnějších vůdců karibských pirátů a posléze jako jejich nepřítel, když vstoupil do anglických služeb a přijal úkol pirátství potlačit. 28. ledna 1671 se svými bukanýry dobyl španělské město Panamá, které následně lehlo popelem. V letech 1674–1675, 1678 a 1680–1682 byl výkonným guvernérem Jamajky.

## Mládí
O mládí Henryho Morgana se neví téměř nic kromě toho, že pocházel z Monmouth County ve Walesu. I onen všude uváděný letopočet narození není jistý, ale dejme tomu, že se skutečně narodil v roce 1635. Měl dva strýce, kteří se vyznamenali a zbohatli ve vojenských službách Británii, a proto se rozhodl jít v jejich stopách.
Do Karibiku se dostal pravděpodobně v polovině 50. let, tedy ani ne jako dvacetiletý. Podle všeho byl v oddílech generála Roberta Venablese a admirála Williama Penna, když roku 1655 dobyli na Španělech Jamaiku. První oficiální záznam o jeho působení v Karibiku je však spojován až s říjnem 1662. To se už jako kapitán účastnil dobytí Santiago de Cuba pod komodorem Christopherem Mingsem. Mings měl mezi bukanýry dobrou pověst, neboť uměl získat kořist a jeho výpravy proti Santiagu se proto zúčastnilo mnoho anglických, francouzských i holandských kapitánů.
Mezi kapitány Morgan prokázal nevídanou odvahu a zápal pro boj a oblíbil si jej další z účastníků výpravy, kapitán Edward Mansfield, patrně holandský rodák z Curaçaa, dříve pirát a nyní poddaný britského krále.

## První úspěchy
Prvním velkolepým podnikem, jímž se Morgan zapsal do dějin Karibiku jako úspěšný loupežník, bylo dobytí významného přístavu tehdejšího vicekrálovství Guatemala - Granady ležící ve vnitrozemí dnešní Nicaraguy. Morgan za účelem překvapivého nájezdu opatřil v Mexiku velké ploché kánoe, jimiž se jeho muži dostali přes mělčiny řeky San Juan do jezera jezero Nikaragua, na jehož opačném břehu Granada leží. Překvapení se mu zdařilo a jeho muži město dobyli a dokonale vydrancovali.
Úspěch výpravy byl tak velký, že když přetížené pirátské lodě zakotvily v létě 1665 v Port Royalu na Jamajce, nabídl tamní anglický guvernér kapitánu Morganovi spolupráci. Bodejť ne, Morgan získal v Granadě 500 000 tolarů a byl ochoten z nich odvést díl královské koruně. Nyní měl být při útoku na holandskou kolonii v Curaçau podřízen Mansfieldovi. Oba však po opuštění Port Royalu změnili plány a dobyli ostrov Santa Catalina (dnes San Andrés a Providencia), kolumbijský departament asi 220 km východně od břehů Nikaragui. Tady vytvořili na deset let výhodnou pirátskou základnu, z níž bylo možno přepadat španělské lodě plující kolem břehů Střední Ameriky. Následujícího roku Mansfield zemřel a jeho drsnou pověst převzal jeho viceadmirál a nástupce Henry Morgan, jenž se roku 1667 stal uznávaným vůdcem všech anglických bukanýrů v Karibiku.
Jeho nejslavnějšími úspěchy byla dobytí měst Puerto Príncipe na Kubě (1667), Maracaibo (1669) a Panamy (1671). Navzdory všeobecnému povědomí Morgan nebyl pirát, ale korzár přepadající nepřátelské lodě a města z pověření anglického guvernéra Jamajky. Celá situace měla jen jeden háček, ale zato velký. Španělské lodě byly přátelské, neboť Anglie v té době nebyla se Španělskem ve válce. Do Londýna proto proudily diplomatické stížnosti na počínání anglických korzárů po desítkách.

## Zbytek života
Za porušení podmínek míru se Španělskem byl sice Morgan zatčen a dostal se až před anglický soud, ale bohatá kořist mu zajistila beztrestnost. Místo na šibenici nebo do temného londýnského vězení byl roku 1674 poslán zpět do Port Royalu. Korunu tomu nasadil sám král Karel II., který piráta všech pirátů povýšil do šlechtického stavu a svěřil mu správu ostrova Jamajka.
Po madridském míru Sir Henry Morgan pověsil svoje staré „povolání“ definitivně na hřebík a podle svých slov se vydal na „správnou cestu“. Stal se stejně jako jeho kapitáni statkářem a počestným občanem britské koruny platícím daně. V roce 1683 byl z funkce propuštěn a o pět let později zemřel, pravděpodobně na následky těžkého pití.